# Buzz Kulik
Pour les articles homonymes, voir Kulik.
Buzz Kulik (Kearny (New Jersey), aux États-Unis, 23 juillet 1922 – Los Angeles (Californie), 13 janvier 1999), est un réalisateur et producteur américain.

## Filmographie

### Réalisateur
- 1949 : Kay Kyser's Kollege of Musical Knowledge (série télévisée)
- 1950 : Ford Star Revue (série télévisée)
- 1957 : Gunsmoke (série télévisée)
- 1958 : Collector's Item (TV)
- 1959 : Rawhide (série télévisée)
- 1961 : Les Accusés (The Defenders) (série télévisée)
- 1961 : Le Jeune Docteur Kildare (Dr Kildare) (série télévisée)
- 1961 : The Explosive Generation (en)
- 1962 : Kings of Broadway (TV)
- 1962 : The Nurses (en) (série télévisée)
- 1963 : The Yellow Canary (en)
- 1964 : Ready for the People (TV)
- 1967 : Campo 44 (TV)
- 1967 : La Nuit des assassins (Warning Shot)
- 1968 : Sergeant Ryker
- 1968 : Pancho Villa (Villa Rides)
- 1969 : La Mutinerie (Riot)
- 1970 : A Storm in Summer (TV)
- 1971 : Vanished (TV)
- 1971 : Owen Marshall, Counsellor at Law (en) (TV)
- 1971 : Brian's Song (TV)
- 1972 : Trouver un homme (To Find a Man)
- 1972 : Crawlspace (TV)
- 1972 : L'Homme qui vint dîner (en) (The Man Who Came to Dinner) (TV)
- 1973 : Incident on a Dark Street (en), téléfilm de Buzz Kulik (TV)
- 1973 : Le Fauve (Shamus)
- 1973 : L'Homme qui s'appelait Jean (Portrait: A Man Whose Name Was John) (TV)
- 1973 : Pioneer Woman (TV)
- 1974 : Remember When (TV)
- 1974 : L'Inquiétant Ronald (en) (Bad Ronald) (TV)
- 1975 : Cage Without a Key (en) (TV)
- 1975 : Matt Helm (TV)
- 1975 : Babe (TV)
- 1976 : L'Affaire Lindbergh (The Lindbergh Kidnapping Case) (TV)
- 1977 : The Feather and Father Gang (série télévisée)
- 1977 : Never Con a Killer (TV)
- 1977 : Corey: For the People (TV)
- 1977 : Kill Me If You Can (TV)
- 1978 : Ziegfeld: The Man and His Women (en) (TV)
- 1979 : Tant qu'il y aura des hommes (en) (From Here to Eternity) (feuilleton TV)
- 1980 : Le Chasseur (The Hunter)
- 1983 : Rage of Angels (TV)
- 1984 : George Washington (en) (feuilleton TV)
- 1985 : Kane and Abel (feuilleton TV)
- 1986 : Prisonnières des Japonais (Women of Valor) (TV)
- 1987 : Her Secret Life (TV)
- 1988 : Trop jeune pour jouer les héros (en) (Too Young the Hero) (TV)
- 1989 : Le Tour du monde en quatre-vingts jours (mini-série TV)
- 1990 : Poker d'amour à Las Vegas (Lucky/Chances) (feuilleton TV)
- 1992 : L'étincelle de vie (Miles from Nowhere) (TV)

### Producteur
- 1967 : Campo 44 (TV)
- 1967 : L'Assassin est-il coupable? (en) (Warning Shot)
- 1975 : Cage Without a Key (en) (TV)
- 1975 : Matt Helm (TV)
- 1976 : L'Affaire Lindbergh (The Lindbergh Kidnapping Case) (TV)
- 1977 : The Feather and Father Gang (série télévisée)
- 1977 : Never Con a Killer (TV)
- 1977 : Corey: For the People (TV)
- 1978 : Ziegfeld: The Man and His Women (en) (TV)
- 1979 :  Tant qu'il y aura des hommes (en) (From Here to Eternity) (feuilleton TV)
- 1986 : Prisonnières des Japonais (Women of Valor) (TV)
- 1987 : Her Secret Life (TV)
- 1988 : Trop jeune pour jouer les héros (en) (Too Young the Hero) (TV)